# Џенкинс (Минесота)
Џенкинс (енгл. Jenkins) град је у америчкој савезној држави Минесота.

## Демографија
По попису из 2010. године број становника је 430, што је 143 (49,8%) становника више него 2000. године.
| Група             | 2000.       | 2010.       |
| Белци             | 281 (97,9%) | 414 (96,3%) |
| Афроамериканци    | 0 (0,0%)    | 0 (0,0%)    |
| Азијати           | 1 (0,3%)    | 0 (0,0%)    |
| Хиспаноамериканци | 0 (0,0%)    | 13 (3,0%)   |
| Укупно            | 287         | 430         |